# Skiflug-Weltmeisterschaft 2008

Logo der Skiflug-Weltmeisterschaft 2008

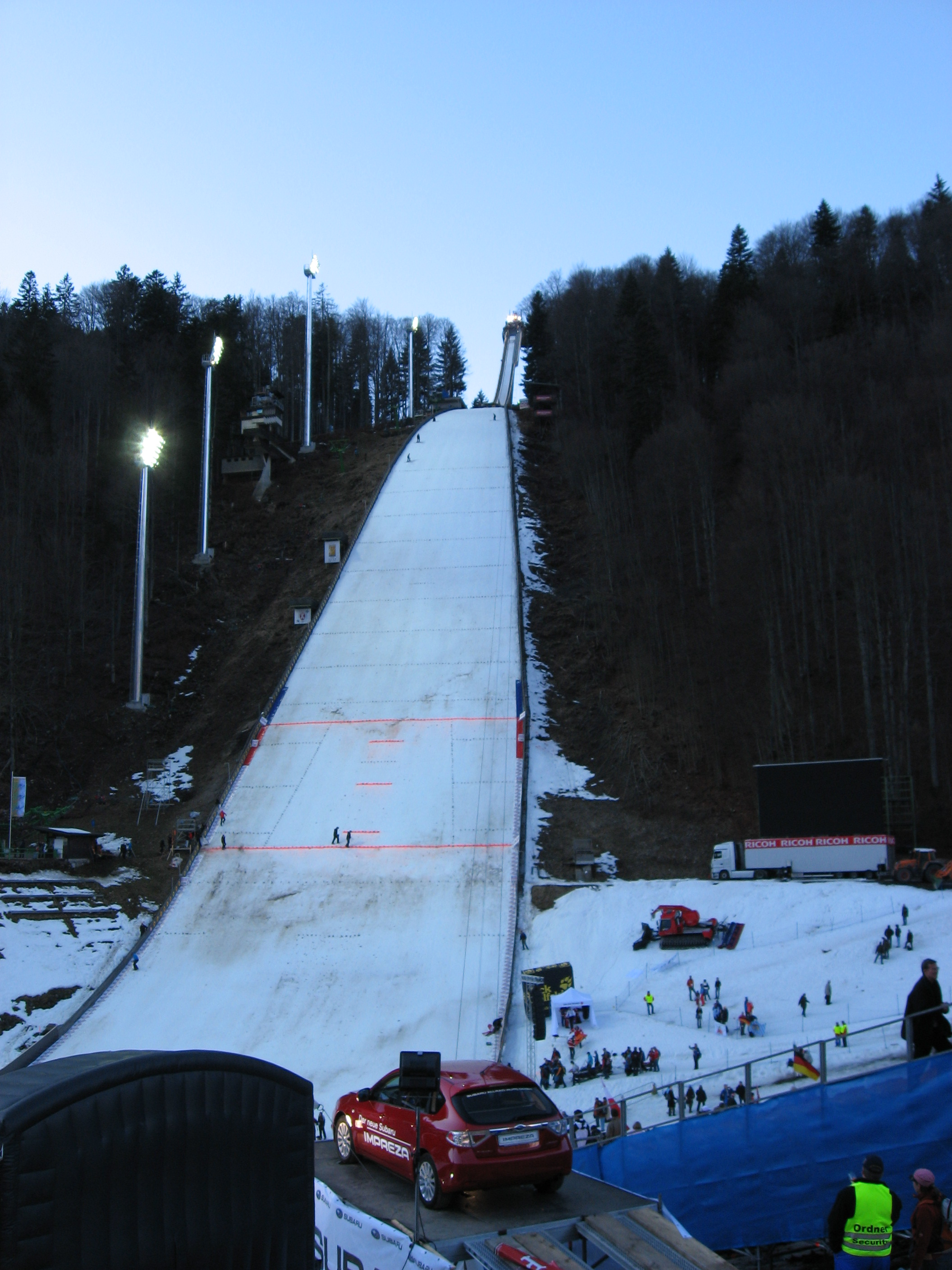
Die Heini-Klopfer-Skiflugschanze, der Austragungsort dieser Weltmeisterschaft

Die Skiflug-Weltmeisterschaft 2008 fand vom 21. bis zum 24. Februar 2008 zum bereits fünften Mal auf der Heini-Klopfer-Skiflugschanze in Oberstdorf statt. Sie wurde vom Weltskiverband FIS veranstaltet und vom DSV organisiert. Es wurden ein Einzelwettkampf, bestehend aus vier Durchgängen, sowie ein Teamwettbewerb (zwei Durchgänge mit vier Springern pro Team) ausgetragen.
Der Einzelwettkampf wurde am 23. Februar von Gregor Schlierenzauer gewonnen. Martin Koch und Janne Ahonen gelang ebenfalls der Sprung auf das Podest. Koch sorgte mit 221 Metern auch für den weitesten Sprung im Einzelwettbewerb und näherte sich damit bis auf 2 Meter dem Schanzenrekord von Titelverteidiger Roar Ljøkelsøy, der schon im ersten Durchgang ausschied.
Im Teamwettbewerb siegte das österreichische Team, vor allem durch starke Leistungen von Koch und Schlierenzauer, die in beiden Durchgängen den jeweils weitesten Sprung hatten. Zweiter wurde das finnische Team, das im Finaldurchgang noch Norwegen auf Platz 3 verdrängte. Dahinter kam Deutschland auf Rang 4, die Schweiz schied im ersten Durchgang aus und kam auf den neunten Rang.

## Modus
Beim Einzel qualifizierten sich von den Teilnehmern 40 Springer für den ersten Durchgang, davon schieden vor dem zweiten Durchgang noch einmal zehn aus, sodass die letzten drei Durchgänge mit den 30 besten Athleten stattfanden. Die ersten beiden der vier Durchgänge fanden am Freitag, der dritte und der vierte Durchgang am Samstag statt.
Die beiden Durchgänge des Teamwettbewerbs fanden am Sonntag statt.

## Teilnehmer
Zur Qualifikation traten 62 Sportler aus 18 Ländern an, mit Ersatzspringern gab es insgesamt 70 Teilnehmer:
| Nation      | Teilnehmer an der Qualifikation | Teilnehmer beim ersten Durchgang | Teilnehmer beim zweiten Durchgang | Teamwettbewerb |
| ----------- | ------------------------------- | -------------------------------- | --------------------------------- | -------------- |
| Österreich  | 4                               | 4                                | 4                                 | ja             |
| Belarus     | 1                               | 0                                | 0                                 | nein           |
| Tschechien  | 4                               | 3                                | 1                                 | ja             |
| Finnland    | 4                               | 4                                | 4                                 | ja             |
| Frankreich  | 4                               | 2                                | 2                                 | ja             |
| Deutschland | 4                               | 4                                | 4                                 | ja             |
| Italien     | 2                               | 1                                | 0                                 | nein           |
| Japan       | 4                               | 4                                | 2                                 | ja             |
| Kasachstan  | 4                               | 1                                | 0                                 | ja             |
| Südkorea    | 3                               | 0                                | 0                                 | nein           |
| Norwegen    | 5                               | 5                                | 4                                 | ja             |
| Polen       | 4                               | 2                                | 1                                 | ja             |
| Russland    | 4                               | 3                                | 2                                 | ja             |
| Slowenien   | 4                               | 3                                | 3                                 | ja             |
| Schweiz     | 4                               | 3                                | 3                                 | ja             |
| Slowakei    | 1                               | 0                                | 0                                 | nein           |
| Schweden    | 4                               | 0                                | 0                                 | ja             |
| Ukraine     | 3                               | 1                                | 0                                 | nein           |

## Einzelwettkampf
Datum:

Qualifikation: 21. Februar 2008

1. Durchgang: 22. Februar 2008

2. Durchgang: 22. Februar 2008

3. Durchgang: 23. Februar 2008

4. Durchgang: 23. Februar 2008

### Training
Gleich im ersten Trainingsdurchgang für den Einzelwettkampf gab es zwei 200-Meter-Flüge, sowohl von Martin Koch (209,5 Metern) als auch vom Gewinner der Vierschanzentournee 2007/08, Janne Ahonen (201 Meter).
Im zweiten Trainingsdurchgang gab es keinen Sprung über 200 Meter, hier sprang Ahonen mit 198,5 Metern am weitesten. Ihm folgten Adam Małysz mit 197 Metern sowie Titelverteidiger und Schanzenrekordhalter Roar Ljøkelsøy mit 196,5 Metern.

### Qualifikation
Den weitesten Sprung von den Athleten, die sich erst noch qualifizieren mussten, hatte Martin Koch (201 Meter). Alle Deutschen und Österreicher qualifizierten sich für den ersten Durchgang, von den Schweizern schafften drei von vier Athleten den Sprung.
Bereits vorqualifiziert waren die ersten Zehn des Gesamtweltcups, angeführt vom schon als Gesamtweltcupsieger feststehenden Thomas Morgenstern. Von ihnen sprang Bjørn Einar Romøren mit 207 Metern am weitesten. Damit landete Romøren den bis dahin weitesten Sprung bei dieser Skiflug-Weltmeisterschaft.
| Platz | Name            | Land        | Punkte |
| ----- | --------------- | ----------- | ------ |
| 01    | Martin Koch     | Österreich  | 193,7  |
| 02    | Michael Uhrmann | Deutschland | 186,5  |
| 03    | Emmanuel Chedal | Frankreich  | 183,6  |
| 04    | Roar Ljøkelsøy  | Norwegen    | 183,0  |
| 05    | Martin Schmitt  | Deutschland | 182,4  |
| 06    | Adam Małysz     | Polen       | 181,8  |
| 07    | Andreas Kofler  | Österreich  | 181,3  |
| 08    | Borek Sedlák    | Tschechien  | 180,6  |
| 09    | Harri Olli      | Finnland    | 179,4  |
| 09    | Matti Hautamäki | Finnland    | 179,4  |

### Erster Durchgang
Nach dem ersten Durchgang führte Bjørn Einar Romøren mit 214,5 Metern und 212,4 Punkten vor Gregor Schlierenzauer und dem Qualifikationsbesten Martin Koch, der mit 215,5 Metern auch den weitesten Sprung landete. Im ersten Durchgang gab es elf 200-m-Flüge, der Titelverteidiger Roar Ljøkelsøy schied schon gleich zu Beginn aus.
Stand nach dem ersten Durchgang:
| Platz | Name                  | Land        | Punkte |
| ----- | --------------------- | ----------- | ------ |
| 01    | Bjørn Einar Romøren   | Norwegen    | 212,4  |
| 02    | Gregor Schlierenzauer | Österreich  | 207,9  |
| 03    | Martin Koch           | Österreich  | 207,1  |
| 04    | Simon Ammann          | Schweiz     | 203,7  |
| 05    | Janne Ahonen          | Finnland    | 202,6  |
| 06    | Adam Małysz           | Polen       | 202,0  |
| 07    | Thomas Morgenstern    | Österreich  | 201,5  |
| 08    | Tom Hilde             | Norwegen    | 197,1  |
| 09    | Janne Happonen        | Finnland    | 196,5  |
| 10    | Martin Schmitt        | Deutschland | 194,2  |

### Zweiter Durchgang
Im zweiten Durchgang setzte wiederum Koch den weitesten Sprung mit 221 Metern, er belegte aufgrund seiner nicht ganz perfekten Landung trotzdem weiterhin nur Platz 3. Mit 0,6 Punkten Vorsprung vor Martin Koch lag Gregor Schlierenzauer auf Rang 2. Führender war nach zwei Durchgängen immer noch Bjørn Einar Romøren mit insgesamt 424,1 Punkten. Martin Schmitt als bester Deutscher fiel von Platz 10 auf Platz 12 zurück, der beste Schweizer war Andreas Küttel auf Rang 8.
Stand nach dem zweiten Durchgang:
| Platz | Name                  | Land       | Punkte |
| ----- | --------------------- | ---------- | ------ |
| 01    | Bjørn Einar Romøren   | Norwegen   | 424,1  |
| 02    | Gregor Schlierenzauer | Österreich | 421,9  |
| 03    | Martin Koch           | Österreich | 421,3  |
| 04    | Thomas Morgenstern    | Österreich | 413,2  |
| 05    | Adam Małysz           | Polen      | 409,8  |
| 06    | Janne Happonen        | Finnland   | 404,1  |
| 07    | Janne Ahonen          | Finnland   | 403,9  |
| 08    | Andreas Küttel        | Schweiz    | 402,7  |
| 09    | Harri Olli            | Finnland   | 392,0  |
| 10    | Simon Ammann          | Schweiz    | 391,3  |

### Dritter Durchgang

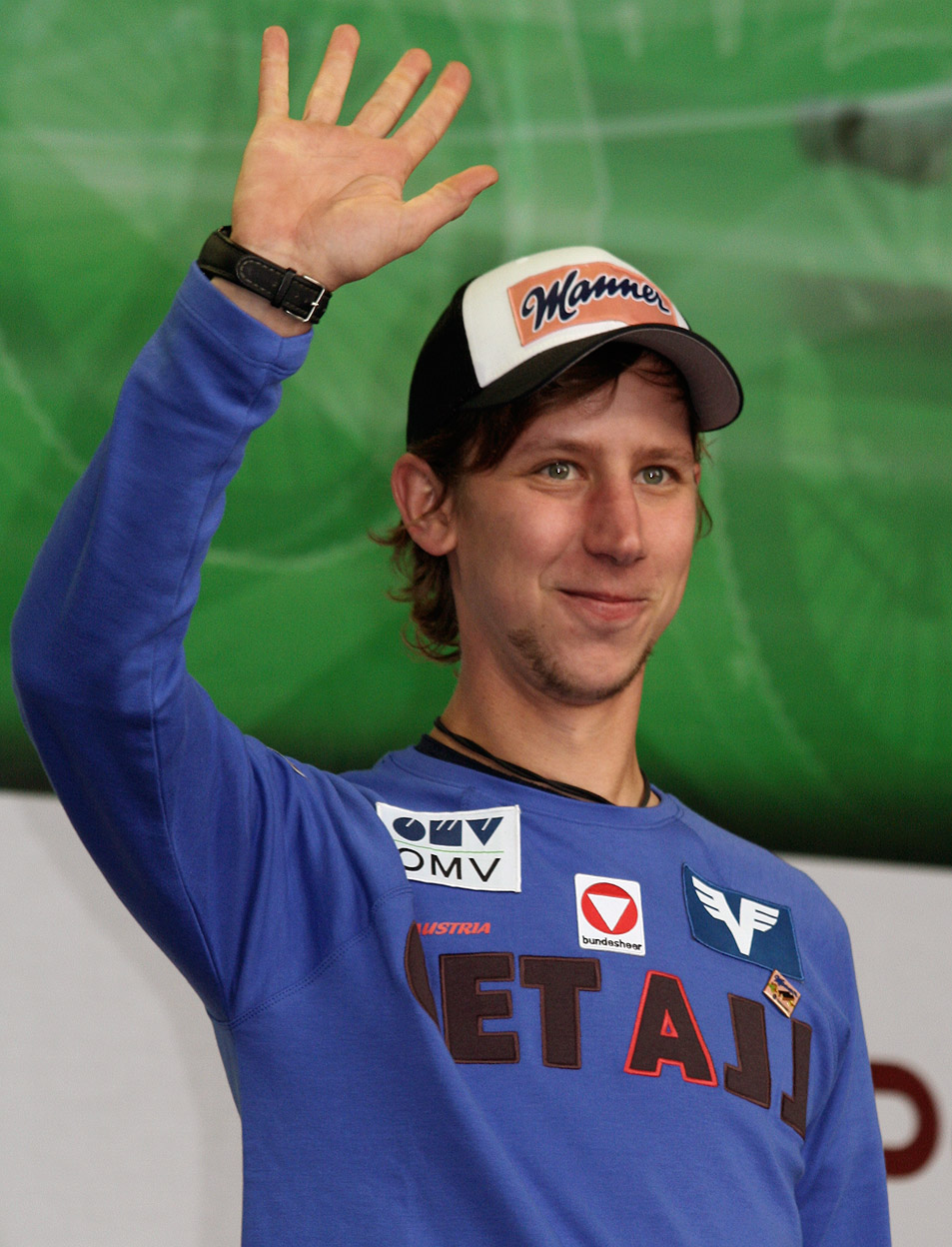
Der Führende nach drei Durchgängen und Gesamtzweite Martin Koch

Auch im dritten Durchgang hatte Martin Koch den weitesten Sprung. Da ihm diesmal auch die Landung glückte, übernahm er knapp mit 3,8 Punkten Vorsprung auf Gregor Schlierenzauer die Spitze. Bjørn Einar Romøren fiel vom ersten auf den dritten Rang zurück, sodass Janne Ahonen und auch Thomas Morgenstern wieder Chancen auf eine Medaille hatten. Simon Ammann nahm wieder seine Position als bester Schweizer ein, er konnte sich auf dem achten Rang platzieren. Trotz seines Rückfalls auf Platz 14 blieb Martin Schmitt bester Deutscher.
Stand nach dem dritten Durchgang:
| Platz | Name                  | Land       | Punkte |
| ----- | --------------------- | ---------- | ------ |
| 01    | Martin Koch           | Österreich | 629,9  |
| 02    | Gregor Schlierenzauer | Österreich | 626,1  |
| 03    | Bjørn Einar Romøren   | Norwegen   | 615,3  |
| 04    | Janne Ahonen          | Finnland   | 606,7  |
| 05    | Thomas Morgenstern    | Österreich | 600,1  |
| 06    | Janne Happonen        | Finnland   | 598,3  |
| 07    | Adam Małysz           | Polen      | 591,8  |
| 08    | Simon Ammann          | Schweiz    | 590,4  |
| 09    | Harri Olli            | Finnland   | 586,1  |
| 10    | Andreas Küttel        | Schweiz    | 580,5  |

### Vierter Durchgang
In diesem Durchgang setzte Gregor Schlierenzauer die weiteste Marke mit 211,5 Metern. Für Martin Koch reichte es nur zum zweiten Platz, obwohl er in drei von vier Durchgängen den weitesten Flug hatte. Janne Ahonen verbesserte sich von Rang 4 auf Rang 3 und verdrängte damit Bjørn Einar Romøren noch vom Medaillenplatz. Hinter Romøren auf dem fünften und sechsten Rang platzierten sich mit Janne Happonen und Harri Olli zwei weitere Finnen, das finnische Team stellte damit drei Athleten unter den besten Sechs und ging als ein Favorit in den Teamwettbewerb am Sonntag. Dahinter reihten sich Gesamtweltcupsieger Thomas Morgenstern, der beste Schweizer Simon Ammann, Adam Małysz und Anders Jacobsen auf den ersten zehn Plätzen ein. Bester Deutscher blieb auch im vierten Durchgang Martin Schmitt, der allerdings auf den 15. Platz zurückfiel.

### Endstand
| Platz | Name                   | Land        | Weite 1. DG | Weite 2. DG | Weite 3. DG | Weite 4. DG | Punkte |
| ----- | ---------------------- | ----------- | ----------- | ----------- | ----------- | ----------- | ------ |
| 01    | Gregor Schlierenzauer  | Österreich  | 212,0 m     | 217,5 m     | 208,5 m     | 211,5 m     | 835,4  |
| 02    | Martin Koch            | Österreich  | 215,5 m     | 221,0 m     | 213,0 m     | 201,5 m     | 824,7  |
| 03    | Janne Ahonen           | Finnland    | 210,5 m     | 206,5 m     | 209,0 m     | 208,5 m     | 811,9  |
| 04    | Bjørn Einar Romøren    | Norwegen    | 214,5 m     | 213,5 m     | 198,5 m     | 196,5 m     | 804,6  |
| 05    | Janne Happonen         | Finnland    | 202,5 m     | 210,5 m     | 201,0 m     | 207,0 m     | 801,7  |
| 06    | Harri Olli             | Finnland    | 200,5 m     | 204,5 m     | 200,5 m     | 206,5 m     | 787,4  |
| 07    | Thomas Morgenstern     | Österreich  | 205,0 m     | 213,5 m     | 194,5 m     | 193,5 m     | 784,3  |
| 08    | Simon Ammann           | Schweiz     | 208,5 m     | 195,5 m     | 205,5 m     | 199,5 m     | 782,8  |
| 09    | Adam Małysz            | Polen       | 207,5 m     | 211,5 m     | 192,5 m     | 196,0 m     | 778,0  |
| 10    | Anders Jacobsen        | Norwegen    | 194,5 m     | 202,5 m     | 203,0 m     | 201,5 m     | 775,3  |
| 11    | Tom Hilde              | Norwegen    | 203,0 m     | 200,0 m     | 197,0 m     | 200,0 m     | 773,5  |
| 12    | Jernej Damjan          | Slowenien   | 198,0 m     | 199,5 m     | 201,5 m     | 199,5 m     | 772,7  |
| 13    | Andreas Küttel         | Schweiz     | 199,5 m     | 211,5 m     | 189,0 m     | 195,5 m     | 768,6  |
| 14    | Matti Hautamäki        | Finnland    | 189,5 m     | 197,5 m     | 193,5 m     | 202,5 m     | 754,6  |
| 15    | Martin Schmitt         | Deutschland | 201,0 m     | 200,0 m     | 192,5 m     | 187,0 m     | 747,6  |
| 16    | Andreas Kofler         | Österreich  | 198,0 m     | 197,5 m     | 195,5 m     | 186,0 m     | 745,4  |
| 17    | Robert Kranjec         | Slowenien   | 194,5 m     | 201,0 m     | 189,0 m     | 191,0 m     | 740,1  |
| 18    | Anders Bardal          | Norwegen    | 178,5 m     | 194,0 m     | 193,5 m     | 192,5 m     | 717,7  |
| 19    | Michael Uhrmann        | Deutschland | 183,0 m     | 195,5 m     | 190,0 m     | 184,0 m     | 709,0  |
| 20    | Antonín Hájek          | Tschechien  | 178,0 m     | 198,5 m     | 188,5 m     | 184,5 m     | 704,4  |
| 21    | Michael Neumayer       | Deutschland | 188,5 m     | 189,0 m     | 179,0 m     | 196,5 m     | 698,6  |
| 22    | Pawel Karelin          | Russland    | 204,5 m     | 198,5 m     | 183,0 m     | 177,5 m     | 694,7  |
| 23    | Guido Landert          | Schweiz     | 187,0 m     | 190,5 m     | 181,0 m     | 179,5 m     | 685,1  |
| 24    | Emmanuel Chedal        | Frankreich  | 186,5 m     | 182,5 m     | 182,5 m     | 178,5 m     | 670,9  |
| 25    | Shōhei Tochimoto       | Japan       | 183,5 m     | 174,5 m     | 185,0 m     | 180,5 m     | 669,2  |
| 26    | Denis Kornilow         | Russland    | 185,0 m     | 180,5 m     | 175,5 m     | 179,5 m     | 666,1  |
| 27    | Daiki Itō              | Japan       | 187,0 m     | 180,5 m     | 176,0 m     | 168,0 m     | 650,3  |
| 28    | Primož Peterka         | Slowenien   | 179,5 m     | 176,0 m     | 169,5 m     | 183,5 m     | 649,2  |
| 29    | David Lazzaroni        | Frankreich  | 188,5 m     | 170,0 m     | 184,5 m     | 169,5 m     | 648,0  |
| 30    | Georg Späth            | Deutschland | 178,5 m     | 177,5 m     | 173,0 m     | 174,0 m     | 643,6  |
| 31    | Borek Sedlák           | Tschechien  | 177,5 m     | -           | -           | -           | 162,0  |
| 32    | Roar Ljøkelsøy         | Norwegen    | 176,0 m     | -           | -           | -           | 161,2  |
| 33    | Jan Matura             | Tschechien  | 175,5 m     | -           | -           | -           | 161,1  |
| 34    | Kamil Stoch            | Polen       | 174,0 m     | -           | -           | -           | 158,3  |
| 35    | Noriaki Kasai          | Japan       | 174,5 m     | -           | -           | -           | 155,9  |
| 36    | Sebastian Colloredo    | Italien     | 171,5 m     | -           | -           | -           | 154,8  |
| 37    | Dmitri Ipatow          | Russland    | 165,0 m     | -           | -           | -           | 145,5  |
| 38    | Oleksandr Lasarowytsch | Ukraine     | 165,0 m     | -           | -           | -           | 142,0  |
| 39    | Taku Takeuchi          | Japan       | 162,5 m     | -           | -           | -           | 141,5  |
| 40    | Nikolai Karpenko       | Kasachstan  | 161,0 m     | -           | -           | -           | 135,7  |

Nach der Qualifikation ausgeschiedene Springer
| Platz | Springer                 | Land       | Note  |
| ----- | ------------------------ | ---------- | ----- |
| 41    | Dmitri Wassiljew         | Russland   | 149,0 |
| 42    | Wolodymyr Boschtschuk    | Ukraine    | 147,3 |
| 43    | Martin Mesík             | Slowakei   | 146,7 |
| 44    | Piotr Żyła               | Polen      | 145,0 |
| 45    | Johan Eriksson           | Schweden   | 144,5 |
| 46    | Andreas Arén             | Schweden   | 143,7 |
| 47    | Kim Hyun-ki              | Südkorea   | 136,6 |
| 48    | Antoine Guignard         | Schweiz    | 136,4 |
| 49    | Vincent Descombes Sevoie | Frankreich | 133,8 |
| 50    | Radik Schaparow          | Kasachstan | 130,9 |
| 51    | Isak Grimholm            | Schweden   | 129,0 |
| 52    | Maksim Anissimau         | Belarus    | 124,3 |
| 53    | Jurij Tepeš              | Slowenien  | 122,9 |
| 54    | Assan Tachtachunow       | Kasachstan | 122,3 |
| 55    | Marcin Bachleda          | Polen      | 115,2 |
| 56    | Carl Nordin              | Schweden   | 115,1 |
| 56    | Alexei Koroljow          | Kasachstan | 115,1 |
| 58    | Pierre Emmanuel Robe     | Frankreich | 112,5 |
| 59    | Roman Koudelka           | Tschechien | 112,0 |
| 60    | Witalij Schumbarez       | Ukraine    | 098,9 |
| 61    | Choi Heung-chul          | Südkorea   | 096,8 |
| 62    | Andrea Morassi           | Italien    | 081,4 |

### Bestweiten
In dieser Statistik werden nur die gesprungenen Weiten berücksichtigt, nicht aber die tatsächliche Punktzahl.
| Durchgang / Qualifikation | Name                  | Nation     | Weite   |
| ------------------------- | --------------------- | ---------- | ------- |
| 1. Trainingsdurchgang     | Martin Koch           | Österreich | 209,5 m |
| 2. Trainingsdurchgang     | Janne Ahonen          | Finnland   | 201,0 m |
| Qualifikation             | Bjørn Einar Romøren   | Norwegen   | 207,0 m |
| 1. Durchgang              | Martin Koch           | Österreich | 215,5 m |
| 2. Durchgang              | Martin Koch           | Österreich | 221,0 m |
| 3. Durchgang              | Martin Koch           | Österreich | 213,0 m |
| 4. Durchgang              | Gregor Schlierenzauer | Österreich | 211,5 m |

### Weiteste Sprünge
Es werden nur Sprünge aus dem Wettkampf berücksichtigt.
| Rang | Name                  | Nation     | Weite   | Durchgang    |
| ---- | --------------------- | ---------- | ------- | ------------ |
| 01   | Martin Koch           | Österreich | 221,0 m | 2. Durchgang |
| 02   | Gregor Schlierenzauer | Österreich | 217,5 m | 2. Durchgang |
| 03   | Martin Koch           | Österreich | 215,5 m | 1. Durchgang |
| 04   | Bjørn Einar Romøren   | Norwegen   | 214,5 m | 1. Durchgang |
| 05   | Bjørn Einar Romøren   | Norwegen   | 213,5 m | 2. Durchgang |
| 05   | Thomas Morgenstern    | Österreich | 213,5 m | 2. Durchgang |
| 07   | Martin Koch           | Österreich | 213,0 m | 3. Durchgang |
| 08   | Adam Małysz           | Polen      | 211,5 m | 2. Durchgang |
| 08   | Andreas Küttel        | Schweiz    | 211,5 m | 2. Durchgang |
| 08   | Gregor Schlierenzauer | Österreich | 211,5 m | 4. Durchgang |

## Teamwettbewerb
Datum:

1. Durchgang: 24. Februar 2008

2. Durchgang: 24. Februar 2008

### Erster Durchgang
Nach dem ersten Durchgang führte das österreichische Team die Konkurrenz vor Norwegen und Finnland an, den weitesten der vier Flüge (einer pro Springer in einer Mannschaft) setzte einmal mehr
Martin Koch mit 214,5 Metern. Das deutsche Team konnte sich auf Rang 4 platzieren, die Mannschaft der Schweiz kam nur auf einen enttäuschenden neunten Rang und musste vorzeitig den Wettkampf beenden, da nur acht Teams in den Finaldurchgang kamen.

### Zweiter Durchgang
Auch im zweiten Durchgang konnte Österreich seine Führung verteidigen. Diesmal sorgte Gregor Schlierenzauer, der Sieger im Einzel, für den weitesten Flug mit 217 Metern. Für Österreich war es der erste Sieg überhaupt im Teamwettbewerb. Dahinter tauschten Finnland und Norwegen die Plätze, sodass das finnische Team die Silber- und das norwegische die Bronzemedaille gewann. Die deutsche Mannschaft blieb auf Rang 4.

### Statistik
| Rang | Land        | Springer                                                               | Punkte (1. DG)                | Punkte (2. DG)                | Punkte gesamt                  |
| ---- | ----------- | ---------------------------------------------------------------------- | ----------------------------- | ----------------------------- | ------------------------------ |
| 01   | Österreich  | Martin Koch Thomas Morgenstern Andreas Kofler Gregor Schlierenzauer    | 765,3 210,9 184,9 169,2 200,3 | 788,0 206,6 181,6 190,4 209,4 | 1553,3 417,5 366,5 359,6 409,7 |
| 02   | Finnland    | Janne Happonen Harri Olli Matti Hautamäki Janne Ahonen                 | 712,4 200,6 160,2 164,5 187,1 | 764,6 195,8 188,2 195,3 185,3 | 1477,0 396,4 348,4 359,8 372,4 |
| 03   | Norwegen    | Bjørn Einar Romøren Anders Bardal Tom Hilde Anders Jacobsen            | 716,7 191,7 163,4 171,8 189,8 | 736,5 188,7 172,2 202,2 173,4 | 1453,2 380,4 335,6 374,0 363,2 |
| 04   | Deutschland | Georg Späth Michael Uhrmann Martin Schmitt Michael Neumayer            | 645,1 154,2 161,6 170,7 158,6 | 716,6 160,6 187,5 197,6 170,9 | 1361,7 314,8 349,1 368,3 329,5 |
| 05   | Russland    | Dmitri Wassiljew Ilja Rosljakow Pawel Karelin Denis Kornilow           | 626,7 146,6 161,3 168,0 150,8 | 681,4 165,4 161,6 189,0 165,4 | 1308,1 312,0 322,9 357,0 316,2 |
| 06   | Tschechien  | Antonín Hájek Roman Koudelka Jan Matura Borek Sedlák                   | 628,0 179,4 156,7 112,5       | 670,9 168,0 176,4 169,9 156,6 | 1298,9 347,4 355,8 326,6 269,1 |
| 07   | Japan       | Daiki Itō Noriaki Kasai Taku Takeuchi Shōhei Tochimoto                 | 619,4 168,9 150,7 150,3 149,5 | 621,8 159,9 127,1 166,5 168,3 | 1241,2 328,8 277,8 316,8 317,8 |
| 08   | Frankreich  | Vincent Descombes David Lazzaroni Pierre Emmanuel Robe Emmanuel Chedal | 603,7 153,6 180,1 103,2 166,8 | 592,5 140,5 140,4 135,7 175,9 | 1196,2 294,1 320,5 238,9 342,7 |
| 09   | Schweiz     | Simon Ammann Andreas Küttel Antoine Guignard Guido Landert             | 602,9 176,1 150,5 119,1 157,2 | -                             | 602,9 176,1 150,5 119,1 157,2  |
| 10   | Polen       | Kamil Stoch Piotr Żyła Stefan Hula Adam Małysz                         | 573,8 148,9 150,1 84,0 190,8  | -                             | 573,8 148,9 150,1 84,0 190,8   |
| 11   | Schweden    | Carl Nordin Isak Grimholm Johan Eriksson Andreas Arén                  | 527,9 132,5 130,8 114,6 150,0 | -                             | 527,9 132,5 130,8 114,6 150,0  |
| 12   | Slowenien   | Robert Kranjec Jurij Tepeš Primož Peterka Jernej Damjan                | 509,3 39,0 140,1 155,3 174,9  | -                             | 509,3 39,0 140,1 155,3 174,9   |
| 13   | Kasachstan  | Assan Tachtachunow Alexei Koroljow Radik Schaparow Nikolai Karpenko    | 508,5 121,2 102,0 148,8 136,5 | -                             | 508,5 121,2 102,0 148,8 136,5  |

## Medaillenspiegel
| Platz | Land       | Gold | Silber | Bronze | Gesamt |
| ----- | ---------- | ---- | ------ | ------ | ------ |
| 1.    | Österreich | 2    | 1      | 0      | 3      |
| 2.    | Finnland   | 0    | 1      | 1      | 2      |
| 3.    | Norwegen   | 0    | 0      | 1      | 1      |

## Sonstiges
- Oberstdorf erwartete ungefähr 80.000 Zuschauer, die tatsächliche Zahl betrug etwa 70.000.
- Die Springen wurden von ARD und ORF übertragen.
- Gregor Schlierenzauer wurde durch seinen Sieg im Einzel der bisher jüngste Skiflug-Weltmeister aller Zeiten.